# Lellinge Kirke
Lellinge Kirke er en kirke i byen Lellinge, beliggende i Lellinge Sogn.
Kirken er en sengotisk bygning fra omkring 1450. Omkring år 1500 blev tårn og våbenhus bygget til. I 1690'erne blev kirken udvidet med et nyt kor og nåede da i store træk det udseende, den har i dag. Kirkeuret er bygget af Bertram Larsen (en). Kirken har tre klokker, hvoraf den mindste klokke er fra 1589 og skabt af Borchardt Gelgheter.
Langt størstedelen af kirkens inventar stammer fra årene 1692-94, såsom prædikestolen og altertavlen, dog er antependium og altertæppe fra 1986 af kunstvæveren Vibeke Gregers og i 1998 blev det gamle orgel udskiftet med et bygget af Marcussen & Søn. Statuen i marmor opstillet ved skibets nordvæg forestillende den gode hyrde er skabt af Jørgen Larsen i sidste halvdel af 1800-tallet.